# Phaeolita eudorealis
Phaeolita eudorealis là một loài bướm đêm trong họ Noctuidae.